# Hermann Kraushaar
Hermann Kraushaar (født 25. marts 1881 Haus Ahr, Voerde, kreds Wesel i Ruhr-distriktet, død 14. juni 1917 Nordsøen ud for Vlieland) var en tysk marineofficerer, som under 1. verdenskrig var kommandant på 4 af den tyske Kaiserliche Marines zeppelinere.
Han var i det meste af 1916's sidste halvår stationeret på luftskibsbasen i Tønder indtil L 17's brand i Toska-dobbelthallen 28. december 1916.
Med den ny højtflyvende S-klasse zeppeliner L 43 blev Kraushaar i lav højde skudt ned en diset morgen af en engelsk vandflyver og omkom.

## Altid samme 1. officer
Kaptajnløjtnant Kraushaar og 1. officer Ernst Zimmermann havde tjenstested i Fuhlsbüttel ved Hamborg, Hage i Østfrisland, Tønder, Friedrichshafen ved Bodensøen og Ahlhorn i Oldenborg ved Bremen.
De havde på 56 fælles ture kommandoen over følgende luftskibe:
- L 6 fra 15. april 1916 til 1. maj 1916. (9 ture)
- L 9 fra 10. juni til 14. juli 1916. (14 ture, i Tønder fra 2. juli)
- L 17 fra 10. august til 28. december 1916. (22 ture med base i Tønder)
- L 43 fra 15. marts 1917 indtil nedskydningen 14. juni 1917. (11 ture)

## L 17's bombning af Nottingham 24. september 1916
Som kommandant ombord på L 17 udførte Kraushaar fra basen i Tønder 1. verdenskrigs eneste bombetogt mod Nottingham i East Midlands, som foregik lørdag nat natten mellem 23. og 24. september 1916.
Mellem kl. 22-23 krydsedes Lincolnshires kyst og lidt efter kl. 1 påbegyndtes 15 minutters intens bombardement af byen tiltrukket af lyset fra Midland Station syd for centrum, som Midland Railway Company ikke slukkede.

I Broadmarsh lå arbejderen Harold Renshaw i seng med sin kone, da en bombe ramte gennem loftet og satte ild til hans tøj, hvorved han han blev så hårdt forbrændt, at han døde på hospitalet kort efter. Konen var uskadt. I samme område ramtes også Canaan Primitive Methodist-kirken af en brandbombe.
Den 44-årige skrædder Alfred Taylor Rogers og hans kone Rosanna dræbtes i Newthorpe Street, da nogle bomber faldt på deres hus og omkringliggende bygninger. Rosannas lig fandtes på gaden, efter at eksplosionen havde kastet hende ud af sengen. Yderligere 8 personer blev gravet ud af 3 ødelagte hjem. Ødelæggelserne i området omfattede også Haddons fabrik i Carrington Street og et varehus på hjørnet af Lister Gate.
Længere mod nord smed L 17 bomber ved Nottingham Victoria stationen og i den nordøstlige bydel Mapperley, inden der fortsattes hjemad via Lincoln.

## Ny zeppeliner L 43 (S-klasse)
Den 15. marts 1917 overtog Kraushaar kommandoen over en nybygget zeppeliner L 43 (fabrikationsnummer LZ 93), som var den anden af en ny S-klasse, som kunne nå højder over 6 km, hvor besætningen var langt mere påvirket af højdesyge og kuldepåvirkning end før. Flere af de resterende zeppelin R-klasse blev ombygget til samme specifikationer, bl.a. ved at reducere motorkraften fra 6 til 5 motorer.
Besætningen var stort set den samme som før. Luftskibet fløj 11 ture, heraf 6 rekognosceringer og ét bombetogt mod engelske dokker, hvor der blev smidt 1.850 kg bomber.

## L 43 og tyske ubådes træfning med en minestrygerpatrulje
Den 4. maj 1917 efter kl. 10 om formiddagen startede en træfning nord for Humber-flodens udmunding (ved Grimsby) mellem L 43 og 2-3 tyske ubåde mod en minestrygningspatrulje bestående af de lette krydsere HMS Dublin og HMAS Sydney (et australsk skib), samt 4 destroyerne.
Lokket af et mistænkeligt mindre fartøj og L 43 mod øst, blev først destroyeren HMS Obdurate og dernæst krydseren HMS Dublin angrebet af ubåde (3 torpedoer mod HMS Dublin) og skibene brugte dybdebomber som modsvar.Patruljen spredte sig i 3 retninger med krydserne mod nordvest for så at indkredse zeppelineren, der fulgte efter.Kl. 12.10 vendte krydserne om og begyndte igen at skyde mod zeppelineren i stor højde.
Kommandant Kraushaar ombord på L 43 fløj derfor mod krydseren HMS Obdurate, som havde afsluttet undersøgelsen af det mindre fartøj. Fra over 6 km højde blev der smidt 3 bomber, som faldt kun 10 meter fra krydseren, der fik splinter i sin skorsten.20 minutter senere fløj L 43 over HMS Sydney og smed i 2 salver 10-12 bomber, men ramte ikke.Ammunitionen var nu på begge sider brugt op og 'kombattanderne skiltes i god ro og orden', hed det fra australsk side.

## Døden ud for Vlieland 14. juni 1917
På et rekognosceringstogt over Nordsøen den 14. juni 1917 gemte Kraushaar og L 43 sig i morgendisen i kun 500 meters højde ud for den hollandske ø Vlieland, da de kl. 8.40 blev observeret af en Curtiss H-12 (Large America) vandflyver på patrulje fra Royal Naval Air Station i Felixstowe ved Harwich.Vandflyveren blev fløjet af britisk-canadieren Basil Deacon Hobbs (kaldet 'Billiken') og 2. pilot og skytte Robert Frederick Lea Dickey fra Derry i Nordirland med radiooperatør H.M. Davies og mekaniker A.W. Goody ombord som midt- og agterskytter.
Da vandflyveren gik til angreb var det for sent at slippe væk og zeppelinerens 2 maskingeværskytter midtfor på toppen og i halen kunne intet stille op. Med 140 miles i timen dykkede vandflyveren med 140 miles i timen diagonalt henover L 43's styrbord sides bagende og Dickey skød med sit Lewis maskingevær i 2 salver 15 patroner med et brændbart mix af Brock og Pomeroy ammunition mod luftskibet, som brød i brand. Den udsivende brint knækkede zeppelineren over og topskytten rullede ind i flammerne og forsvandt.
Inden det brændende vrag i 2 dele og i en voldsom varme ramte vandet, så de ombordværende i vandflyveren 3 personer falde ud af gondolerne og ramme vandet.
De 2 modige piloter dekoreredes med DSC-kors for aktionen, som først holdtes hemmelig.
Flybesætningen blev senere også krediteret for sænkningen af 4 tyske ubåde 17. juni, og 3., 13. og 28. september 1917 (SM UC-6), samt et mislykket angreb på en zeppeliner 12. juli 1917 øst for Borkum. 
Ingen af de ombordværende i L 43 overlevede nedskydningen. På kirkegården i Hage tæt ved luftskibshavnen i Østfrisland ligger en mindesten eller muligvis ligsten over kaptajnløjtnant Hermann Kraushaar. 